# Giovanni Carminucci
Giovanni Carminucci (San Benedetto del Tronto, 14 novembre 1939 – Roma, 17 febbraio 2007) è stato un ginnasta italiano, tre volte olimpionico, tre volte campione europeo di specialità, fondatore dell'Associazione sportiva Roma 70, commendatore dell'Ordine al Merito della Repubblica Italiana.

## Biografia

### Infanzia e primi passi in palestra
Secondo di tre fratelli – di cui il maggiore, Pasquale (1937-2015), condividerà con lui una brillante carriera ginnica – Giovanni Carminucci rimane orfano in tenera età per la scomparsa del padre sul fronte russo. Le difficoltà economiche spingono la madre, bidella elementare, ad affidare i bambini a un collegio di Ascoli Piceno, denominato Educatorio.  
Nel 1949 Giovanni, iscritto alla Labor , società sportiva dell'Educatorio, sotto la guida dell'insegnante del collegio Giulio Pennente, verrà seguito fino al  quando nel 1958, per i successi conseguiti, verrà incluso nella Nazionale della FGI. 

### Carriera sportiva
I fratelli Carminucci iniziano a gareggiare nel 1949 e, ben presto, sono notati da Giulio Pennente, ex ginnasta e allenatore di livello nazionale, che li fa inserire nel gruppo sportivo dei Vigili del Fuoco. I ragazzi si trasferiscono a Roma e cominciano ad allenarsi nel centro sportivo delle Capannelle.
Nel 1958 la guida della Nazionale italiana è affidata allo svizzero Jack Günthard, già medaglia d'oro alla sbarra nel 1952 alle Olimpiadi di Helsinki. Günthard forma un gruppo di giovani atleti che costituiranno la più forte squadra di ginnastica maschile italiana del dopoguerra, quella dei Menichelli e dei fratelli Carminucci.
Nel 1959, ai Campionati europei di Copenaghen, Giovanni Carminucci è finalista in due attrezzi. Alle Olimpiadi di Roma l'Italia torna a conquistare quelle medaglie nella ginnastica che mancavano dai Giochi di Los Angeles del lontano 1932. Tra esse, brilla particolarmente quella d'argento alle parallele di Giovanni Carminucci, ottenuta dietro al “mostro sacro” sovietico Boris Šachlin. La Nazionale italiana, composta da Franco Menichelli, Giovanni e Pasquale Carminucci, Angelo Vicardi, Orlando Polmonari e Gianfranco Marzolla sale sul podio, conquistando la medaglia di bronzo. Il piatto è condito da un'altra medaglia di bronzo, vinta da Menichelli al corpo libero. Carminucci ottiene anche un buon quattordicesimo posto nel concorso generale individuale.
Nel 1961, Giovanni Carminucci si aggiudica il titolo di campione italiano assoluto, vincendo il concorso generale individuale 1961. Nello stesso anno, in Lussemburgo, si laurea  campione europeo nella specialità del volteggio e vince la medaglia di bronzo sia nel concorso generale individuale che alle parallele. Ai mondiali dell'anno successivo (Praga 1962) è finalista nello stesso attrezzo.
Il 1963 è l'anno migliore di Giovanni Carminucci. Agli Europei di Belgrado conquista finalmente la medaglia d'oro nell'attrezzo preferito (parallele) ed è finalista in diverse specialità. Ai IV Giochi del Mediterraneo, disputatisi a Napoli, vince la medaglia d'oro nel concorso a squadre, alla sbarra e – naturalmente – alle parallele; vince quella d'argento nel concorso generale individuale e agli anelli e quella di bronzo al corpo libero.

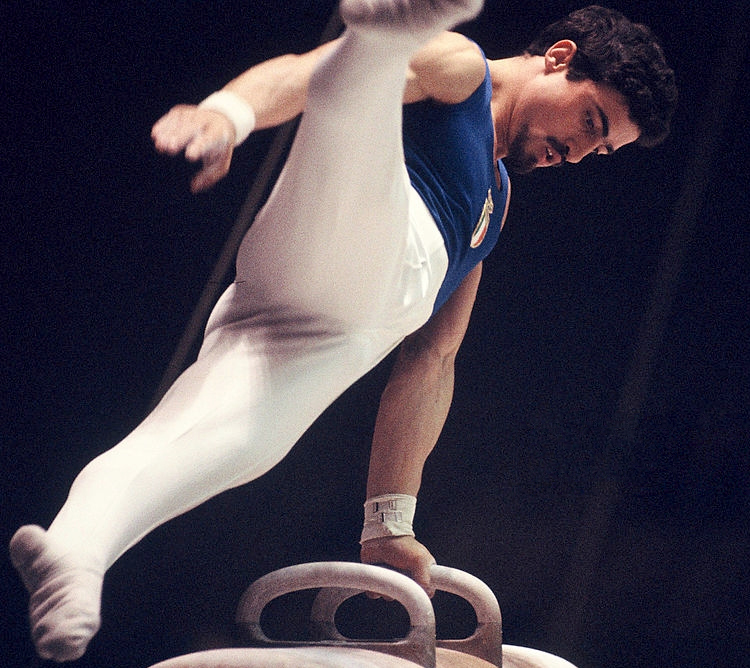
Giovanni Carminucci nel 1964.

Alle Olimpiadi di Tokyo (1964), la Nazionale italiana è rinforzata dall'arrivo di Luigi Cimnaghi ma i risultati, almeno per Carminucci, sono inferiori a quelli dei giochi precedenti. La squadra si classifica al quarto posto e Giovanni sfiora l'ammissione alla finale nelle parallele, ottenendo soltanto il settimo posto nei preliminari (a pari merito con un giapponese). Nel concorso generale individuale è ventisettesimo.
Ai Campionati europei di Anversa del 1965, dominati da Franco Menichelli, Giovanni Carminucci è soltanto finalista al corpo libero ma due anni dopo si prende la rivincita sul fuoriclasse romano aggiudicandosi il titolo italiano ai Campionati assoluti . Nello stesso anno è medaglia di bronzo alle parallele ai Campionati europei di Tampere e, ai V Giochi del Mediterraneo, disputati a Tunisi, vince la medaglia d'oro a squadre ed è ancora medaglia di bronzo alle parallele.
Nel 1968, Giovanni Carminucci disputa la sua terza Olimpiade (Città del Messico). La squadra soffre la penalizzazione dell'infortunio capitato a Menichelli durante l'esecuzione dell'esercizio al corpo libero e si classifica soltanto dodicesima. Lo stesso Carminucci non è ammesso a nessuna finale di specialità. Nello stesso anno, tuttavia, si aggiudica per la terza volta il titolo assoluto di Campione italiano nel concorso generale individuale. Si ripete, infine, per la quarta volta nel 1970. 
Giovanni Carminucci interpreta il suo canto del cigno ai Campionati europei di Madrid del 1971, quando, a trentadue anni, si aggiudica per la seconda volta la medaglia d'oro alle parallele. Si ritira dall'attività agonistica con il titolo di campione europeo in carica nell'attrezzo preferito.

### Dopo il ritiro
A conclusione della sua carriera agonistica, Giovanni Carminucci fonda l'A.S. dilettantistica Roma 70 e si dedica alla ricerca di giovani talenti. Ci riesce con Alessandro Viligiardi, che partecipa alle Olimpiadi di Barcellona (1992), contribuendo all'ottimo quinto posto della squadra Nazionale. 
Nel 1981 è decorato con la croce di Commendatore dell'Ordine al Merito della Repubblica Italiana dal Presidente della Repubblica Sandro Pertini.
Poi iniziano i fastidi alla colonna vertebrale; si opera due volte ma è costretto ad arrendersi ad un male incurabile nel 2007 all'età di 67 anni. Lascia la moglie e due figli maschi; uno dei due, Roberto, proseguirà la gestione della palestra romana già diretta dal padre.

## Palmarès
Giochi olimpici
| Anno | Manifestazione  | Sede | Evento             | Risultato |
| ---- | --------------- | ---- | ------------------ | --------- |
| 1960 | Giochi olimpici | Roma | Parallele          | Argento   |
| 1960 | Giochi olimpici | Roma | Concorso a squadre | Bronzo    |

Mondiali
- Praga 1962: Finalista alle Parallele.

Europei
- : Lussemburgo 1961 (Volteggio)
- : Belgrado 1963 (Parallele)
- : Madrid 1971 (Parallele)
- : Lussemburgo 1961 (Concorso generale individuale)
- : Lussemburgo 1961 (Parallele)
- : Tampere 1967 (Parallele)
- Copenaghen 1959: Finalista in due attrezzi.
- Belgrado 1963: Finalista in diverse specialità.
- Anversa 1965: Finalista al Corpo Libero.

Giochi del Mediterraneo
- Oro Napoli 1963 (Squadre)
- Oro Napoli 1963 (Sbarra)
- Oro Napoli 1963 (Parallele)
- Oro Tunisi 1967 (Squadre)
- Argento Napoli 1963 (Concorso generale individuale)
- Argento Napoli 1963 (Anelli)
- Argento Napoli 1963 (Cavallo con maniglie)
- Bronzo Napoli 1963 (Corpo libero)
- Bronzo Tunisi 1967 (Parallele)

Campionati nazionali
- Oro 4 volte campione nazionale nel concorso generale (1961-1967-1968-1970)